# Temnora burdoni
Temnora burdoni là một loài bướm đêm thuộc họ Sphingidae. Loài này có ở Tanzania.
Chiều dài cánh trước khoảng 22 mm. Nó gần giống loài Temnora argyropeza, nhưng râu dài và dày hơn, cánh trước ngắn hơn và phía trên cánh sau có dải nâu.